# Deltocephalus bipunctatus
Deltocephalus bipunctatus är en insektsart som beskrevs av Matsumura 1902. Deltocephalus bipunctatus ingår i släktet Deltocephalus och familjen dvärgstritar. Inga underarter finns listade i Catalogue of Life.